# Rigardus Rijnhout

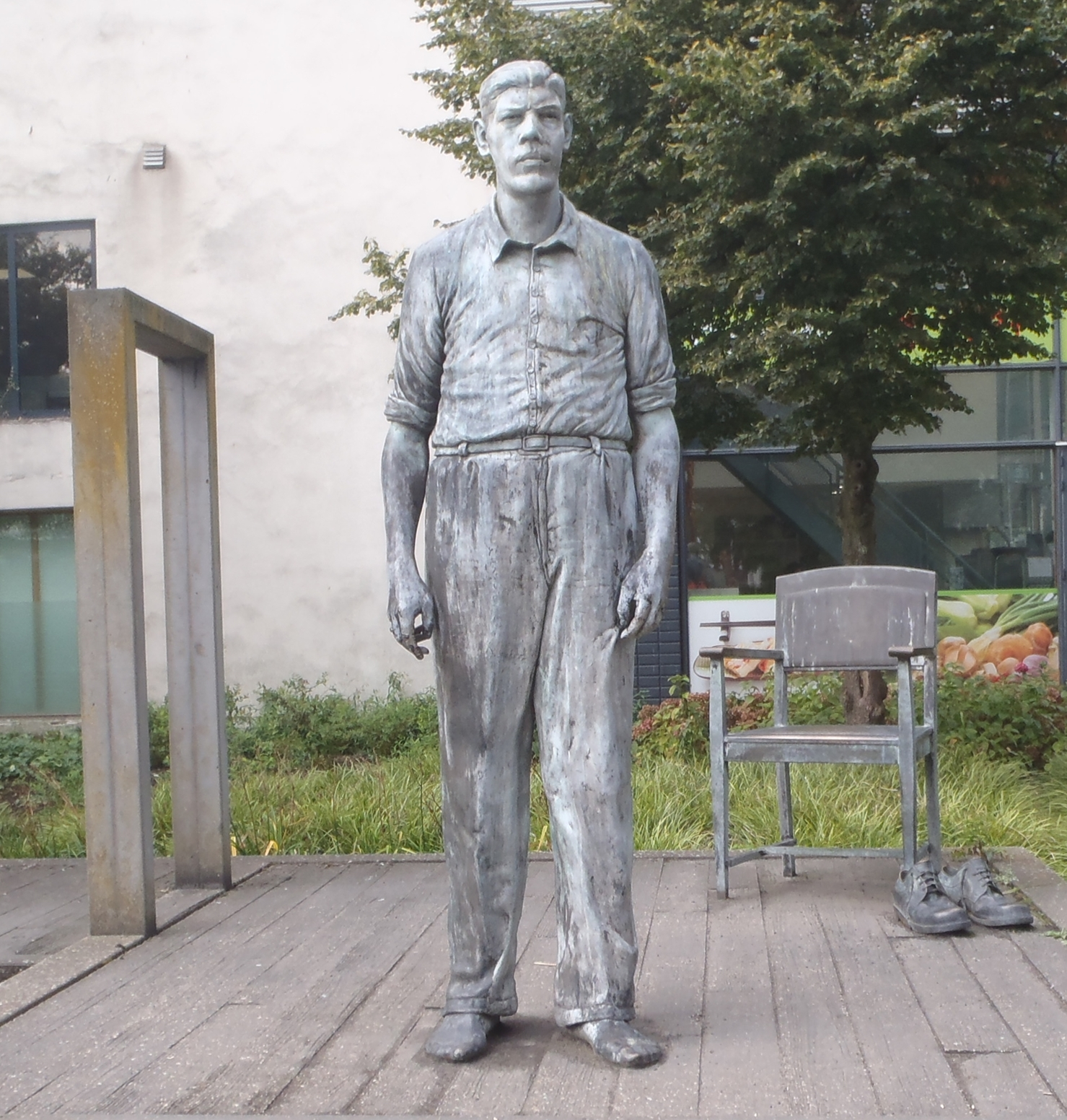
Levensgroot beeld uit 2011 van de 'Reus van Rotterdam'

Rigardus Rijnhout (Rotterdam, 21 april 1922 – Leiden, 13 april 1959) stond door zijn lengte van 2,38 meter bekend als de Reus van Rotterdam.
Hij is de op een na langste man aller tijden in Nederland. Rijnhout woog 230 kilogram en had schoenmaat 62. Zijn buitengewone lengte werd veroorzaakt door een groeistoornis.
Rijnhout overleed op 36-jarige leeftijd aan de hypofysetumor die de oorzaak was van zijn groeistoornis. Vier jaar daarvoor was hij door een ongeluk met zijn fiets blijvend gehandicapt geraakt. De vriendelijke man werd in de Maasstad gezien als een fenomeen en had daardoor het nodige te verduren. Rustig over straat lopen was er meestal niet bij en regelmatig werd hem gevraagd of 'het daarboven koud was'. Hij verdiende geld door zichzelf als wandelend reclamebord te verhuren. Na zijn ongeluk heeft hij nog een paar jaar bij de vertreksteiger van de Spido ansichtkaarten met een foto van zichzelf verkocht. Toen Rijnhouts gezondheid achteruit ging en hij opgenomen werd in het Academisch Ziekenhuis Leiden werd een hijskraan ingezet om hem vanaf de tweede etage naar beneden te takelen. Zijn vader sprak bij het graf van zijn zoon de volgende woorden: "Spot en hoon waren vaak je deel, maar je haatte de mensen daarom niet, want je had een hart van goud."

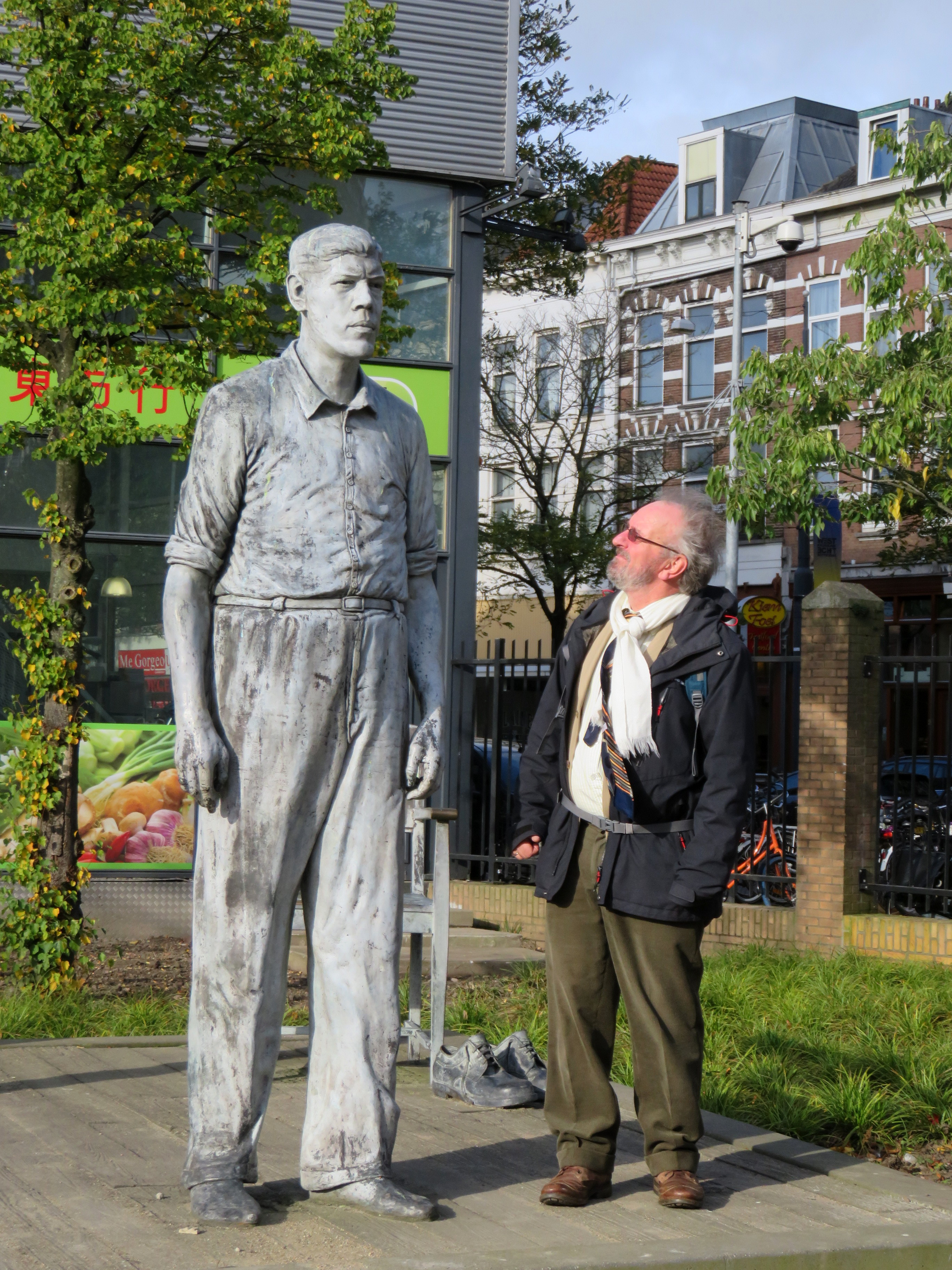
Iemand van normaal postuur opkijkend naar standbeeld van Rijnhout

In zijn geboortewijk het Oude Westen is het Rijnhoutplein naar de lange Rotterdammer vernoemd. De stichting 'De Reus van Rotterdam' heeft ervoor gezorgd dat er in 2011 door Herman Lamers een standbeeld op ware grootte van hem werd gemaakt. Het beeld van Rijnhout is geplaatst in het wijkpark van het Oude Westen. Het standbeeld is een levensechte verbeelding  van Rijnhout in een voor hem karakteristieke houding. Het staat vlak bij het huis in de Gouvernestraat waar hij opgroeide en zijn leven lang woonde. The Amazing Stroopwafels en Sjoerd Pleijsier (als Simon Stokvis) bezongen de Reus van Rotterdam in een gelijknamig nummer.